# Ferropargasita
La ferropargasita és un mineral de la classe dels silicats, que pertany al grup del nom arrel pargasita. Rep el seu nom en al·lusió a la seva similitud química amb la pargasita i al seu contingut en ferro(II).

## Característiques
La ferropargasita és un silicat de fórmula química NaCa₂(Fe₄2+Al)(Si₆Al₂)O22(OH)₂. A més dels elements de la seva fórmula, pot contenir impureses de manganès i potassi. Cristal·litza en el sistema monoclínic com a intercreixements homoaxials amb la grunerita. La seva duresa a l'escala de Mohs és 5 a 6.
És el terme extrem d'una sèrie de solució sòlida amb la pargasita (NaCa₂(Mg₄Al)(Si₆Al₂)O22(OH)₂), en la qual la substitució gradual del magnesi per ferro va donant els diferents minerals de la sèrie.
Segons la classificació de Nickel-Strunz, la ferropargasita pertany a «09.DE - Inosilicats amb 2 cadenes dobles periòdiques, Si₄O11; clinoamfíbols» juntament amb els següents minerals: antofil·lita, cummingtonita, clinoholmquistita, grunerita, manganocummingtonita, manganogrunerita, permanganogrunerita, ferrofluoropedrizita, ferrifluoroleakeïta, actinolita, ferritschermakita, ferroactinolita, ferrohornblenda, ferrotschermakita, joesmithita, magnesiohornblenda, tremolita, tschermakita, cannilloïta, fluorcannilloïta, parvomanganotremolita, fluorotremolita, potassicfluoropargasita, edenita, ferroedenita, ferrokaersutita, hastingsita, kaersutita, magnesiohastingsita, pargasita, sadanagaïta, fluoroedenita, potassicferroferrisadanagaïta, potassicsadanagaïta, potassicpargasita, potassicferrosadanagaïta, magnesiofluorohastingsita, potassicfluorohastingsita, potassicclorohastingsita, fluoropargasita, parvomanganoedenita, potassiccloropargasita, potassicferrocloroedenita, potassicmagnesiohastingsita, potassicferropargasita, cromiopargasita, ferro-taramita, barroisita, ferroferribarroisita, ferroferriwinchita, ferribarroisita, ferroferritaramita, ferroferricatoforita, ferrobarroisita, ferrorichterita, ferrowinchita, ferrokatophorita, ferritaramita, magnesiotaramita, richterita, winchita, taramita, fluororichterita, katophorita, potassicfluororichterita, potassicrichterita, ferrighoseïta, ferriwinchita, fluorotaramita, arfvedsonita, eckermannita, ferroeckermannita, ferroglaucòfan, glaucòfan, potassicmanganileakeïta, manganoarfvedsonita, ferrileakeïta, magnesioriebeckita, magnesioarfvedsonita, nyboïta, riebeckita, manganomanganiungarettiïta, ferroferrinyboïta, clinoferroferriholmquistita, ferrinyboïta, ferroferrileakeïta, ferroferrifluoroleakeïta, sodicferriclinoferroholmquistita, magnesiofluoroarfvedsonita, ferripedrizita, potassicferrileakeïta, fluoronyboïta, manganidellaventuraïta, fluoropedrizita, potassicarfvedsonita, ferriobertiïta, potassicmagnesiofluoroarfvedsonita, ferroferripedrizita, potassicmagnesioarfvedsonita, pedrizita, ferropedrizita, fluoroleakeïta i ferroferriobertiïta.

## Formació i jaciments
La ferropargasita apareix en amfibolites (roques metamòrfiques que contenen amfíbols) en formacions amb bandes de ferro metamorfosades. Sol trobar-se associada a altres minerals com: grunerita, almandina, biotita, clinoclor, magnetita i quars.
S'ha trobat ferropargasita a Alemanya, Angola, l'Argentina, Austràlia, el Brasil, el Canadà, Eslovàquia, Eslovènia, Espanya, els Estats Units, França, Groenlàndia, l'Índia, Itàlia, el Japó, Mongòlia, Namíbia, Noruega, Polònia, la República Txeca, Rússia, Suïssa i la Xina. Als territoris de parla catalana ha estat descrita a la mina Joaquina primera, a la localitat de Bellmunt del Priorat (Tarragona), i a la zona de Bellesguard, a la muntanya del Tibidabo (Barcelona).

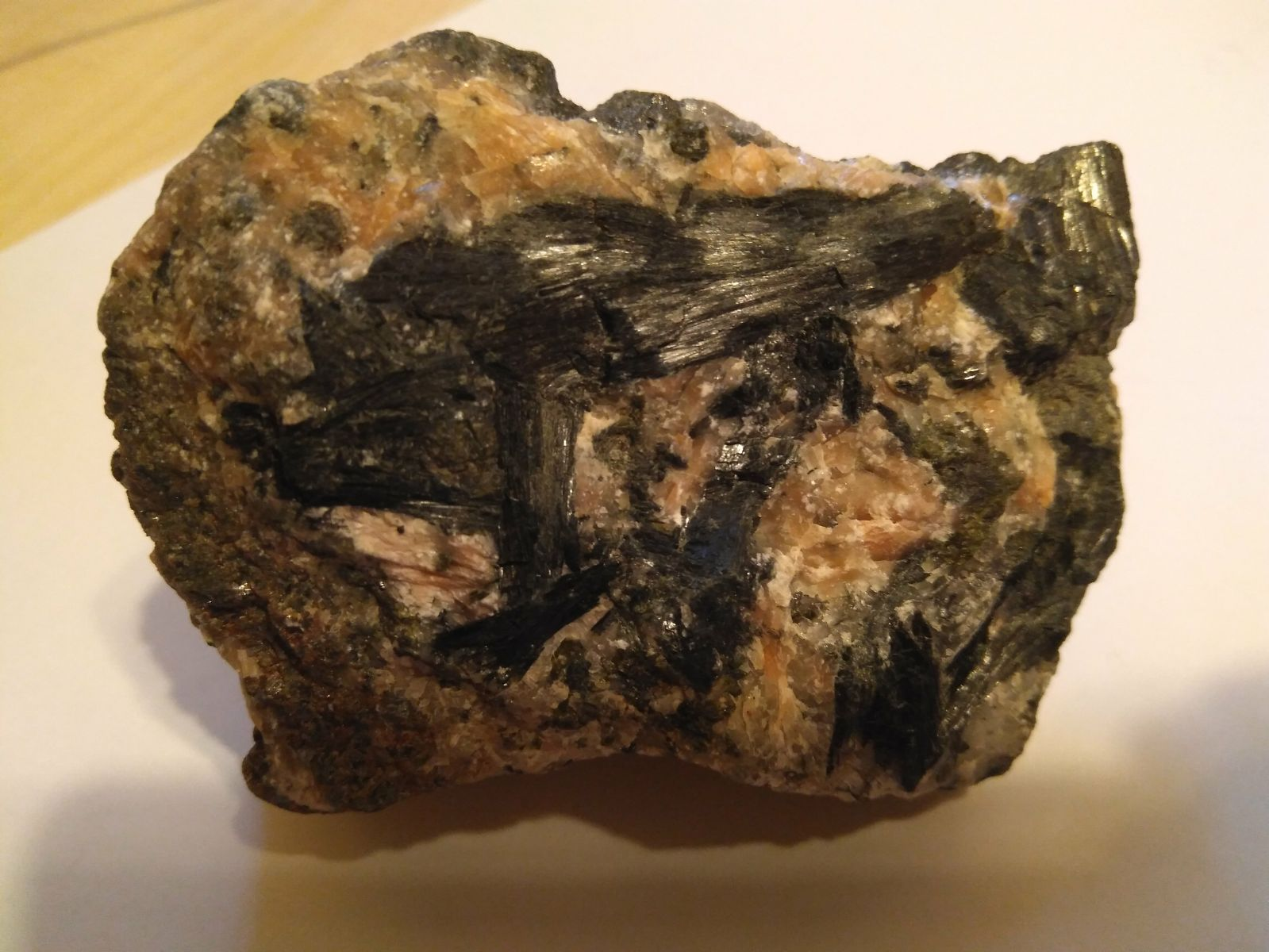
Ferropargasita de les Mines de Cala (Huelva, Andalusia)